# 彼得里夫卡 (扎哈里夫卡市鎮)
47°31′5″N 29°44′21″E / 47.51806°N 29.73917°E
彼得里夫卡（烏克蘭語：Петрівка）是位於烏克蘭西南部的村莊，由敖德萨州羅茲季利納區的扎哈里夫卡市鎮負責管轄。該村始建於1857年，面積0.27平方公里，海拔高度210米，2001年人口87，人口密度每平方公里322.22人。